# A Place to Bury Strangers
A Place to Bury Strangers (APTBS) es una banda neoyorquina de noise rock compuesta por Oliver Ackermann (guitarra/vocales/bajo), Dion Lunadon, Lia Simone Braswell (bajo) y Sandra Fedowitz (batería). La banda, comúnmente conocida por las iniciales APTBS, toca una mezcla pesada y atmosférica influenciada por el Wall of Sound de rock psicodélico, Shoegaze y Rock espacial.

## Historia

### Primeros años
A Place to Bury Strangers fue formado en 2002 por David Goffan y Tim Gregorio. El actual líder y guitarrista Ackermann se había mudado a Nueva York luego de la disolución de su grupo anterior, Skywave, para unirse a APTBS y convertirse en el principal compositor después de la partida de Goffan. Jason "Jay Space" Weilmeister y Jonathan "Jono Mofo" Smith, ambos de la banda Mofo con base en la ciudad de Nueva York, se unieron a la banda cuando Gregorio se fue. Jay Space y Jono Mofo, de MOFO, se unieron cuando Tim Gregorio dejó APTBS. Fue entonces cuando decidieron centrarse en aumentar la calidad de su sonido. En 2006 graban tres EP sin título, lanzados cada uno en un solo color, conocidos como Red (rojo), Blue (azul) y Green (verde). Ese mismo año, la banda ganó reconocimiento tras su actuación en el Webster Hall junto con The Brian Jonestown Massacre, al cual volvieron al año siguiente para tocar con The Jesus and Mary Chain.
A lo largo de estos años, y gracias a sus actuaciones en directo, ganan el título de "banda más ruidosa", concedido por varios críticos de música y blogs; y el de "the most ear-shatteringly loud garage/shoegaze band you'll ever hear" , de The Washington Post. El New York Times alaba el resurgir de su "the ominous, feedback-drenched drones of the 1980s".

### A Place to Bury Strangers y primera gira
En 2007, Jon Whitney, de Killer Pimp Records, escribió en una servilleta el contrato de su primer lanzamiento, su álbum homónimo A Place to Bury Strangers. En agosto de 2007, la banda ganó reconocimiento a nivel nacional después de su reseña favorable en la publicación Pitchfork Media.
Ese mismo año, se unen a la gira "Holy Fuck" de la banda Black Rebel Motorcycle Club. En abril de 2008, anuncian que APTBS taloneará a Nine Inch Nails en varios de sus conciertos para su gira estadounidense.
El primer lanzamiento en Reino Unido llega en mayo de 2008, tras actuar en varios conciertos y obtener grandes elogios de los medios de comunicación como NME y Kerrang!. En noviembre de 2008, regresan a Europa taloneando a MGMT.

### Exploding Head
A principios de 2009, APTBS ficha por la discográfica Mute Records. La banda también anuncia una nueva gira europea y actuaciones en los festivales Música y Artes de Coachella Valley, Seaport Music, Rock al Parque y Siren Music.
Su segundo álbum, titulado Exploding Head, se lanzó en octubre de 2009.A principios de la primavera de 2010, Jono MOFO abandona la banda por motivos personales y es reemplazado por Dion Lunadon (The D4 y The True Lovers).
El 14 de febrero de 2011, Ackermann anunció que la banda está trabajando en su tercer álbum.

### Worship
En junio de 2012 la banda lanzó un EP titulado ''Onwars To The Wall", previo al lanzamiento de su nuevo larga duración, el cual fue grabado durante poco más de un año comenzando en febrero de 2011.
El 10 de enero de 2012, A Place to Bury Strangers lanzó un video hipstamatic grabado en un iPhone para la canción "So Far Away" del EP Onwards to the Wall. La banda anunció a Robi González como nuevo baterista de A Place To Bury Strangers, en sustitución de Jay Space..
El 2 de mayo de 2012, se anunció que el tercer álbum de la banda, Worship, estaba programado para su lanzamiento en el sello Dead Oceans, el 11 de junio en el Reino Unido y Europa y el 26 de junio de 2012 en los Estados Unidos. La banda anunció planes para apoyar el lanzamiento con una gira completa por Norteamérica en octubre de 2012. Finalmente su tercer álbum de estudio, "Worship" fue publicado el 26 de junio de 2012 y con el mismo una gira por Estados Unidos. El sonido de "Worship" fue descrito como un rock más trabajado y las guitarras de Oliver Ackerman se escuchan delicadamente ruidosas, una genial combinación de noise con space rock, sin olvidar sus raíces en el shoegazing.

### Strange Moon and Transfixiation
A principios de marzo de 2013 APTBS anunció que habían grabado versiones de canciones de la banda de Portland Dead Moon para su lanzamiento en Record Store Day 2013 como un EP titulado Strange Moon. González decidió retirarse de las giras, y durante la siguiente gira de 2016, John Fedowitz (Skywave, Ceremony) tocó la batería para la banda.
En marzo de 2013, la banda comenzó a grabar su cuarto álbum de estudio, "Transfixiation". Grabaron durante varios días en ABC Studios en Etne, Noruega, con Emil Nikolaisen de Serena Maneesh. El álbum fue lanzado el 17 de febrero del 2015 por medio de la distribuidora Dead Oceans. El álbum recibió críticas favorables en su mayoría.

### Pinned
En febrero de 2018, la banda anunció que Lia Simone Braswell sería un reemplazo permanente de González como baterista de la banda. Su quinto álbum de estudio, Pinned, fue lanzado el 13 de abril del 2018.
Después de otro cambio de formación en 2021 con John Fedowitz en el bajo y Sandra Fedowitz de Ceremony East Coast en la batería, la nueva lista de APTBS lanzó el EP "Hologram". El 16 de noviembre de 2021, la banda anunció un nuevo álbum, See Through You, que se lanzó el 4 de febrero de 2022, con el sencillo "Let's See Each Other" que acompaña al anuncio.

## Discografía
| Álbumes de estudio - 2007: A Place to Bury Strangers - 2009: Exploding Head - 2012: Worship - 2015: Transfixiation (2015, Dead Oceans) - 2018: Pinned (2018, Dead Oceans) EPs - 2006: Red EP - 2006: Blue EP - 2006: Green EP - 2008: A Place To Bury Strangers EP(10"; Meal Deal) - 2008: Nine Inch Nails: Lights In The Sky Over North America Tour EP (To Fix the Gash in Your Head) - 2009: In Your Heart EP - 2010: Ego Death Tour EP (12") - 2010: I Lived My Life To Stand In The Shadow Of Your Heart EP - 2012: Onwards To The Wall EP - 2013: Strange Moon EP - 2019: Fuzz Club Sessions 12" EP (Fuzz Club Records) - 2019: Ice Cream Sucks 7 (autopublicado) - 2021: Hologram (Dedstrange) | Sencillos - 2008: Missing You (7"; Vacancy Records) - 2008: I Know I'll See You (7"; Vacancy Records) - 2008: Breathe (7"; Vacancy Records) - 2008: I Know I'll See You (7"; Rocket Girl) - 2009: Missing You (7"; Rocket Girl) - 2009: In Your Heart (7"; Mute) - 2009: Keep Slipping Away (7"; Mute) - 2011: So Far Away - 2012: Burning Plastic / Send Me Your Dreams (split single with Ceremony) - 2012: You Are The One (7"; Dead Oceans) - 2012. And I'm Up(7";Dead Oceans) |